# 소유냐 존재냐?
소유냐 존재냐 ( To Have or to Be? )는 에리히 프롬이 1976년에 쓴 책으로 소유와 존재간의 차이점을 고찰한 내용을 갖고 있다.  
프롬은 현대 사회의 문제점을 존재보다는 소유에 집착하여 선호하는 경향을 가진 물질주의적으로 평가하고 있다. 그는 그런 현상으로, 무제한의 행복, 자유, 물질적 풍요의 가치를 중시하며, 산업 사회가 시작되면서 인류의 희망이 더욱 높아졌다고 보았다.  이에 반해 , 그 광대한 약속은 이미 깨어졌는 데, 그 원인으로 급진적 쾌락주의와 이기주의로 뽑았다.  

## 소유 모드
사적 재산에서 사적이라는 말의 어원은 라틴어로 빼앗는다는 의미로 사용 또는 즐기기 위해 다른 사람으로부터 힘을 이용해 빼앗는 것을 뜻한다.  이 의미는 사람을 소유하는 것이 최고의 즐거움을 주는 것이며 이것은 가부장제에서 성인 남자가 성인 여성을 소유하고 재생산 가능한 여성이 아기를 소유하며, 그 아기가 자라 남성이 되면, 다시 여성을 소유하는 연속된 과정을 일으킨다.  이것은 전근대적으로 가장 흔했던 가족제도였다. 
언어는 이 소유 모드에 큰 역할을 한다. 소유격 단어가 물건이나 사람을 나의, 너의, 그의, 그녀의, 그들의 소유로 개인화하면서 소유가 정당화되었다. 

## 인용한 인물 및 참고서적
- 막스 슈티르너
- 마이스터 에크하르트
- 헤르베르트 마르쿠제
- 1844년 경제학 철학 수고